# منصوره عزالدین
منصوره عزالدین (عربی: منصورة عزّ الدين؛ زادهٔ ۱ ژانویهٔ ۱۹۷۶) روزنامه‌نگار و نویسنده اهل مصر است. او در دانشگاه در رشته روزنامه‌نگاری فارغ‌التحصیل شده‌است و در ابتدا فعالیت حرفه‌ای خود را با انتشار داستان‌های کوتاه در مجلات و روزنامه‌ها آغاز کرد.